# ساروگلیتازار
ساروگلیتازار (انگلیسی: Saroglitazar) دارویی برای درمان دیابت نوع دوم و دیس لیپیدمی است. ساروگلیتازار برای درمان دیس لیپیدمی دیابتی و هیپرتری گلیسیریدمی با دیابت نوع دو که با استاتین درمانی کنترل نمی شود، کاربرد دارد. در مطالعات بالینی، ساروگلیتازار کاهش تری گلیسیرید (TG)، کلسترول LDL، کلسترول VLDL، کلسترول غیر HDL و افزایش کلسترول HDL را نشان داده است. همچنین با کاهش گلوکز پلاسما ناشتا و HBA1c در بیماران دیابتی، خواص دارویی ضد دیابت را نشان داده است.

## مکانیسم عمل
Saroglitazar یک حساس کننده به انسولین است. این دارو اولین دارویی در کلاس است که به عنوان آگونیست دوگانه PPAR در زیرگروه های α (آلفا) و γ (گاما) گیرنده فعال شده با تکثیر پراکسی زوم (PPAR) عمل میکند. اثر آگونیستی روی PPARα تری گلیسیرید خون بالا را کاهش میدهد و اثر آگونیستی روی PPARγ مقاومت به انسولین را بهبود می بخشد و در نتیجه قند خون را کاهش میدهد.